# Danh sách di sản văn hóa Tây Ban Nha được quan tâm ở tỉnh Zaragoza
Danh sách di sản văn hóa Tây Ban Nha được quan tâm ở tỉnh Zaragoza (tỉnh).

## Các di sản liên quan đến nhiều thành phố
| Tên          | Dạng                  | Địa điểm                         | Tọa độ | Số hồ sơ tham khảo? | Ngày nhận danh hiệu? | Hình ảnh                                                          |
| ------------ | --------------------- | -------------------------------- | ------ | ------------------- | -------------------- | ----------------------------------------------------------------- |
| Đường Aragon | Lịch sử và nghệ thuật | Municipios del Camino            |        | RI-53-0000035-00018 | 05-09-1962           | El Camino de Santiago por la provincia de Zaragoza · Upload image |
| Corona       | Khu khảo cổ           | Fuentes de Ebro và Osera de Ebro |        | RI-55-0000708       | 08-04-2003           | La Corona · Upload image                                          |

## Các di sản theo thành phố

### A

#### Alagón
| Tên                                | Dạng                                                          | Địa điểm | Tọa độ                                        | Số hồ sơ tham khảo? | Ngày nhận danh hiệu? | Hình ảnh                                                       |
| ---------------------------------- | ------------------------------------------------------------- | -------- | --------------------------------------------- | ------------------- | -------------------- | -------------------------------------------------------------- |
| Nhà thờ San Pedro Apóstol (Alagón) | Di tích Kiến trúc tôn giáo Thời gian: Thế kỷ 13 đến Thế kỷ 17 | Alagón   | 41°46′12″B 1°07′21″T / 41,770125°B 1,122365°T | RI-51-0010582       | 18-12-2001           | Torre e Iglesia Parroquial de San Pedro Apóstol · Upload image |

#### Alfajarín
| Tên             | Dạng                              | Địa điểm  | Tọa độ                                        | Số hồ sơ tham khảo? | Ngày nhận danh hiệu? | Hình ảnh                               |
| --------------- | --------------------------------- | --------- | --------------------------------------------- | ------------------- | -------------------- | -------------------------------------- |
| Lâu đài Cornell | Di tích Kiến trúc quân sự Lâu đài | Alfajarín | 41°37′04″B 0°42′14″T / 41,617909°B 0,703916°T | n/d                 | 22-04-1949           | Castillo de los Cornell · Upload image |

#### Almonacid de la Cuba
| Tên                         | Dạng                                | Địa điểm             | Tọa độ                                        | Số hồ sơ tham khảo? | Ngày nhận danh hiệu? | Hình ảnh                                            |
| --------------------------- | ----------------------------------- | -------------------- | --------------------------------------------- | ------------------- | -------------------- | --------------------------------------------------- |
| Presa romana Almonacid Cuba | Di tích Kiến trúc dân dụng Đập nước | Almonacid de la Cuba | 41°16′29″B 0°47′22″T / 41,274718°B 0,789557°T | RI-51-0010561       | 24-07-2001           | Presa romana de Almonacid de la Cuba · Upload image |

#### Ambel, Tây Ban Nha
| Tên                                                | Dạng                                            | Địa điểm | Tọa độ                                        | Số hồ sơ tham khảo? | Ngày nhận danh hiệu? | Hình ảnh                                                            |
| -------------------------------------------------- | ----------------------------------------------- | -------- | --------------------------------------------- | ------------------- | -------------------- | ------------------------------------------------------------------- |
| Nhà thờ Parroquial San Miguel và Cung điện liền kề | Di tích Kiến trúc tôn giáo Nhà thờ và cung điện | Ambel    | 41°47′44″B 1°37′02″T / 41,795536°B 1,617118°T | RI-51-0010826       | 04-12-2001           | Iglesia Parroquial de San Miguel y Palacio adyacente · Upload image |

#### Aniñón
| Tên                       | Dạng                               | Địa điểm | Tọa độ                                        | Số hồ sơ tham khảo? | Ngày nhận danh hiệu? | Hình ảnh                                    |
| ------------------------- | ---------------------------------- | -------- | --------------------------------------------- | ------------------- | -------------------- | ------------------------------------------- |
| Nhà thờ Parroquial Aniñón | Di tích Kiến trúc tôn giáo Nhà thờ | Aniñón   | 41°26′40″B 1°42′15″T / 41,444415°B 1,704179°T | RI-51-0004501       | 05-06-1981           | Iglesia Parroquial de Aniñón · Upload image |

#### Añón de Moncayo
| Tên          | Dạng                              | Địa điểm        | Tọa độ                                        | Số hồ sơ tham khảo? | Ngày nhận danh hiệu? | Hình ảnh     |
| ------------ | --------------------------------- | --------------- | --------------------------------------------- | ------------------- | -------------------- | ------------ |
| Lâu đài Añón | Di tích Kiến trúc quân sự Lâu đài | Añón de Moncayo | 41°46′43″B 1°43′16″T / 41,778744°B 1,721179°T | n/d                 | 22-04-1949           | Upload image |

#### Ateca
| Tên                         | Dạng                               | Địa điểm | Tọa độ                                        | Số hồ sơ tham khảo? | Ngày nhận danh hiệu? | Hình ảnh                                      |
| --------------------------- | ---------------------------------- | -------- | --------------------------------------------- | ------------------- | -------------------- | --------------------------------------------- |
| Lâu đài Ateca               | Di tích Kiến trúc quân sự Lâu đài  | Ateca    | 41°19′51″B 1°47′35″T / 41,330874°B 1,793067°T | n/d                 | 22-04-1949           | Castillo de Ateca · Upload image              |
| Nhà thờ và Tháp Santa María | Di tích Kiến trúc tôn giáo Nhà thờ | Ateca    | 41°19′52″B 1°47′38″T / 41,331182°B 1,793895°T | RI-51-0004782       | 12-01-1983           | Iglesia y Torre de Santa María · Upload image |

#### Azuara
| Tên                                    | Dạng                               | Địa điểm | Tọa độ                                        | Số hồ sơ tham khảo? | Ngày nhận danh hiệu? | Hình ảnh                                                         |
| -------------------------------------- | ---------------------------------- | -------- | --------------------------------------------- | ------------------- | -------------------- | ---------------------------------------------------------------- |
| Piquete Atalaya                        | Khu khảo cổ                        | Azuara   |                                               | RI-55-0000861       | 07-03-2006           | Upload image                                                     |
| Nhà thờ Nuestra Señora Piedad (Azuara) | Di tích Kiến trúc tôn giáo Nhà thờ | Azuara   | 41°15′22″B 0°52′19″T / 41,255988°B 0,871969°T | RI-51-0010585       | 18-09-2001           | Iglesia parroquial de Nuestra Señora de la Piedad · Upload image |
| Malena                                 | Khu khảo cổ Villa La Mã            | Azuara   |                                               | RI-55-0000346       | 17-03-1992           | Upload image                                                     |

### B

#### Bardallur
| Tên             | Dạng                              | Địa điểm                                    | Tọa độ                                        | Số hồ sơ tham khảo? | Ngày nhận danh hiệu? | Hình ảnh     |
| --------------- | --------------------------------- | ------------------------------------------- | --------------------------------------------- | ------------------- | -------------------- | ------------ |
| Lâu đài Turbena | Di tích Kiến trúc quân sự Lâu đài | Bardallur Cách 1 km nhà thờ Thánh Bartolomé | 41°41′15″B 1°12′17″T / 41,687372°B 1,204624°T | n/d                 | 22-04-1949           | Upload image |

#### Belchite
| Tên                  | Dạng            | Địa điểm | Tọa độ                                        | Số hồ sơ tham khảo? | Ngày nhận danh hiệu? | Hình ảnh                               |
| -------------------- | --------------- | -------- | --------------------------------------------- | ------------------- | -------------------- | -------------------------------------- |
| Villa Belchite Viejo | Khu vực lịch sử | Belchite | 41°17′57″B 0°44′58″T / 41,299301°B 0,749475°T | RI-54-0000176       | 08-10-2002           | Villa de Belchite Viejo · Upload image |

#### Belmonte de Gracián
| Tên                      | Dạng                              | Địa điểm                                   | Tọa độ                                        | Số hồ sơ tham khảo? | Ngày nhận danh hiệu? | Hình ảnh     |
| ------------------------ | --------------------------------- | ------------------------------------------ | --------------------------------------------- | ------------------- | -------------------- | ------------ |
| Lâu đài Belmonte Gracián | Di tích Kiến trúc quân sự Lâu đài | Belmonte de Gracián                        | 41°18′33″B 1°32′20″T / 41,309239°B 1,538971°T | n/d                 | 22-04-1949           | Upload image |
| Segeda                   | Khu khảo cổ                       | Belmonte de Gracián và Mara, Aragon Segeda | 41°18′04″B 1°31′01″T / 41,301152°B 1,517041°T | RI-55-0000590       | 05-06-2001           | Upload image |

#### Berdejo
| Tên                          | Dạng                               | Địa điểm | Tọa độ                                        | Số hồ sơ tham khảo? | Ngày nhận danh hiệu? | Hình ảnh                             |
| ---------------------------- | ---------------------------------- | -------- | --------------------------------------------- | ------------------- | -------------------- | ------------------------------------ |
| Lâu đài Berdejo              | Di tích Kiến trúc quân sự Lâu đài  | Berdejo  | 41°33′43″B 1°56′41″T / 41,561974°B 1,944803°T | n/d                 | 22-04-1949           | Castillo de Berdejo · Upload image   |
| Nhà thờ San Millán (Berdejo) | Di tích Kiến trúc tôn giáo Nhà thờ | Berdejo  | 41°33′41″B 1°56′44″T / 41,561316°B 1,945581°T | RI-51-0010859       | 06-11-2001           | Iglesia de San Millán · Upload image |

#### Berrueco
| Tên              | Dạng                              | Địa điểm | Tọa độ                                       | Số hồ sơ tham khảo? | Ngày nhận danh hiệu? | Hình ảnh     |
| ---------------- | --------------------------------- | -------- | -------------------------------------------- | ------------------- | -------------------- | ------------ |
| Lâu đài Berrueco | Di tích Kiến trúc quân sự Lâu đài | Berrueco | 40°59′31″B 1°28′04″T / 40,991931°B 1,46791°T | RI-51-0012109       | 25-06-1985           | Upload image |

#### Biel, Zaragoza
| Tên          | Dạng                              | Địa điểm | Tọa độ                                        | Số hồ sơ tham khảo? | Ngày nhận danh hiệu? | Hình ảnh                        |
| ------------ | --------------------------------- | -------- | --------------------------------------------- | ------------------- | -------------------- | ------------------------------- |
| Lâu đài Biel | Di tích Kiến trúc quân sự Lâu đài | Biel     | 42°23′14″B 0°56′11″T / 42,387332°B 0,936477°T | n/d                 | 22-04-1949           | Castillo de Biel · Upload image |

#### Bijuesca
| Tên              | Dạng                              | Địa điểm | Tọa độ                                      | Số hồ sơ tham khảo? | Ngày nhận danh hiệu? | Hình ảnh                            |
| ---------------- | --------------------------------- | -------- | ------------------------------------------- | ------------------- | -------------------- | ----------------------------------- |
| Lâu đài Bijuesca | Di tích Kiến trúc quân sự Lâu đài | Bijuesca | 41°32′30″B 1°55′16″T / 41,5418°B 1,921042°T | n/d                 | 22-04-1949           | Castillo de Bijuesca · Upload image |

#### Biota, Tây Ban Nha
| Tên                                 | Dạng                                                                | Địa điểm | Tọa độ                                        | Số hồ sơ tham khảo? | Ngày nhận danh hiệu? | Hình ảnh                                              |
| ----------------------------------- | ------------------------------------------------------------------- | -------- | --------------------------------------------- | ------------------- | -------------------- | ----------------------------------------------------- |
| Nhà thờ San Miguel Arcángel (Biota) | Di tích Kiến trúc tôn giáo Nhà thờ                                  | Biota    | 42°15′44″B 1°11′13″T / 42,262278°B 1,187083°T | RI-51-0004634       | 30-04-1982           | Iglesia de San Miguel Arcángel (Biota) · Upload image |
| Cung điện Condes Aranda             | Di tích Kiến trúc dân sự và quân sự Cung điện và tháp thời Trung Cổ | Biota    | 42°15′49″B 1°11′11″T / 42,263492°B 1,186258°T | RI-51-0010833       | 06-11-2001           | Upload image                                          |

#### Borja
| Tên                           | Dạng                                 | Địa điểm | Tọa độ                                        | Số hồ sơ tham khảo? | Ngày nhận danh hiệu? | Hình ảnh                                           |
| ----------------------------- | ------------------------------------ | -------- | --------------------------------------------- | ------------------- | -------------------- | -------------------------------------------------- |
| Nhà Estanca                   | Di tích Kiến trúc dân dụng           | Borja    | 41°53′13″B 1°31′01″T / 41,886844°B 1,516861°T | RI-51-0010590       | 18-09-2001           | Casa de la Estanca · Upload image                  |
| Nhà Conchas                   | Di tích Kiến trúc dân dụng Cung điện | Borja    | 41°50′09″B 1°31′56″T / 41,835734°B 1,532283°T | RI-51-0004279       | 19-05-1978           | Casa de las Conchas · Upload image                 |
| Lâu đài Zuda (Borja)          | Di tích Kiến trúc quân sự Lâu đài    | Borja    | 41°50′17″B 1°32′12″T / 41,8381°B 1,536675°T   | n/d                 | 22-04-1949           | Castillo de la Zuda · Upload image                 |
| Hang Moncín I                 | Di tích Khảo cổ học                  | Borja    |                                               | RI-51-0009508       | 15-11-1996           | Upload image                                       |
| Colegiata Santa María (Borja) | Di tích Kiến trúc tôn giáo Đại học   | Borja    | 41°50′06″B 1°31′55″T / 41,835023°B 1,53204°T  | RI-51-0010958       | 06-11-2001           | Ex-colegiata de Santa María · Upload image         |
| Nhà thờ và Tu viện Concepción | Di tích Kiến trúc tôn giáo Nhà thờ   | Borja    |                                               | RI-51-0004826       | 09-03-1983           | Iglesia y Claustro de la Concepción · Upload image |
| Bursau                        | Khu khảo cổ                          | Borja    |                                               | RI-55-0000672       | 23-10-2001           | Upload image                                       |
| Khu vực Moncín                | Khu khảo cổ                          | Borja    |                                               | RI-55-0000671       | 23-10-2001           | Upload image                                       |

#### Botorrita
| Tên                            | Dạng                           | Địa điểm  | Tọa độ                                  | Số hồ sơ tham khảo? | Ngày nhận danh hiệu? | Hình ảnh                          |
| ------------------------------ | ------------------------------ | --------- | --------------------------------------- | ------------------- | -------------------- | --------------------------------- |
| Contrebia Belaisca (Las Minas) | Khu khảo cổ Khu vực Roma-Ibero | Botorrita | 41°30′54″B 1°01′55″T / 41,515°B 1,032°T | RI-55-0000086       | 23-06-1978           | Contrebia Belaisca · Upload image |

### C

#### Cadrete
| Tên             | Dạng                                                      | Địa điểm | Tọa độ                                        | Số hồ sơ tham khảo? | Ngày nhận danh hiệu? | Hình ảnh     |
| --------------- | --------------------------------------------------------- | -------- | --------------------------------------------- | ------------------- | -------------------- | ------------ |
| Lâu đài Cadrete | Di tích Kiến trúc quân sự Lâu đài Tình trạng: Đã phục hồi | Cadrete  | 41°33′11″B 0°57′28″T / 41,553051°B 0,957713°T | n/d                 | 22-04-1949           | Upload image |

#### Calatayud
| Tên                                          | Dạng                                             | Địa điểm                           | Tọa độ                                        | Số hồ sơ tham khảo? | Ngày nhận danh hiệu? | Hình ảnh                                               |
| -------------------------------------------- | ------------------------------------------------ | ---------------------------------- | --------------------------------------------- | ------------------- | -------------------- | ------------------------------------------------------ |
| Calatayud                                    | Nhóm di tích lich sử Casco antiguo               | Calatayud                          | 41°21′14″B 1°38′36″T / 41,35402°B 1,643438°T  | RI-53-0000082       | 02-02-1967           | Casco Antiguo de la Ciudad de Calatayud · Upload image |
| Bilbilis (Augusta Bilbilis)                  | Khu khảo cổ Di tích La Mã                        | Calatayud Huérmeda                 | 41°22′55″B 1°36′14″T / 41,381966°B 1,603909°T | RI-55-0000062       | 03-06-1931           | Ciudad Romana de Bílbilis · Upload image               |
| Collegiate church of Santa María (Calatayud) | Di tích Kiến trúc tôn giáo Đại học Kiểu: Mudéjar | Calatayud                          | 41°21′15″B 1°38′42″T / 41,354056°B 1,645056°T | RI-51-0000042       | 14-06-1884           | Colegiata de Santa María · Upload image                |
| Tòa nhà Nº 1 Quảng trường Erlueta            | Di tích Kiến trúc dân dụng                       | Calatayud                          | 41°21′20″B 1°38′33″T / 41,355489°B 1,642362°T | RI-51-0010834       | 06-11-2001           | Edificio Nº 1 de la Plaza de Erlueta · Upload image    |
| Nhà thờ San Andrés (Calatayud)               | Di tích Kiến trúc tôn giáo Nhà thờ               | Calatayud                          | 41°21′08″B 1°38′36″T / 41,352222°B 1,643333°T | RI-51-0001655       | 31-03-1966           | Iglesia de San Andrés · Upload image                   |
| Nhà thờ San Pedro Francos                    | Di tích Kiến trúc tôn giáo Nhà thờ               | Calatayud C. la Rúa                | 41°21′11″B 1°38′36″T / 41,35312°B 1,643321°T  | RI-51-0000013       | 04-08-1875           | Iglesia de San Pedro de los Francos · Upload image     |
| Recinto tăng cường Calatayud                 | Di tích Kiến trúc quân sự Tường thành và lâu đài | Calatayud                          | 41°21′40″B 1°38′41″T / 41,361038°B 1,644619°T | RI-51-0011582       | 13-03-2007           | Recinto fortificado de Calatayud · Upload image        |
| Valdeherrera                                 | Khu khảo cổ Yacimiento celtibérico               | Calatayud và Paracuellos de Jiloca |                                               | RI-55-0000894       | 18-11-2008           | Upload image                                           |

#### Calcena
| Tên                            | Dạng                       | Địa điểm | Tọa độ                                        | Số hồ sơ tham khảo? | Ngày nhận danh hiệu? | Hình ảnh                                              |
| ------------------------------ | -------------------------- | -------- | --------------------------------------------- | ------------------- | -------------------- | ----------------------------------------------------- |
| Nhà thờ Virgen Reyes (Calcena) | Di tích Kiến trúc tôn giáo | Calcena  | 41°39′18″B 1°43′02″T / 41,655089°B 1,717197°T | RI-51-0010892       | 19-02-2002           | Iglesia Parroquial Virgen de los Reyes · Upload image |

#### Cariñena
| Tên                               | Dạng                       | Địa điểm | Tọa độ                                        | Số hồ sơ tham khảo? | Ngày nhận danh hiệu? | Hình ảnh                                                   |
| --------------------------------- | -------------------------- | -------- | --------------------------------------------- | ------------------- | -------------------- | ---------------------------------------------------------- |
| Tháp Ex-colegial Nhà thờ Cariñena | Di tích Kiến trúc tôn giáo | Cariñena | 41°20′17″B 1°13′24″T / 41,338139°B 1,223291°T | RI-51-0001287       | 10-06-1961           | Torre de la Ex-colegial Iglesia de Cariñena · Upload image |

#### Caspe
| Tên                                       | Dạng                                           | Địa điểm              | Tọa độ                                        | Số hồ sơ tham khảo? | Ngày nhận danh hiệu? | Hình ảnh                                               |
| ----------------------------------------- | ---------------------------------------------- | --------------------- | --------------------------------------------- | ------------------- | -------------------- | ------------------------------------------------------ |
| Nhà trú tạm Plano Pulido                  | Di tích Khảo cổ học Pintura rupestre           | Caspe                 |                                               | RI-51-0009509       | 15-11-1996           | Abrigo del Plano del Pulido · Upload image             |
| Nhà Cung điện Piazuelo Barberán           | Di tích Kiến trúc dân dụng Cung điện           | Caspe Plaza de España | 41°14′12″B 0°02′22″T / 41,236784°B 0,039533°T | RI-51-0004377       | 14-08-1979           | Casa Barberán · Upload image                           |
| Colegiata Santa María Mayor (Caspe)       | Di tích Kiến trúc tôn giáo                     | Caspe                 | 41°14′10″B 0°02′15″T / 41,236112°B 0,037375°T | RI-51-0000095       | 28-07-1908           | Colegiata (Atrio) · Upload image                       |
| Colegiata Santa María Mayor (Caspe)       | Di tích Kiến trúc tôn giáo Nhà thờ             | Caspe                 | 41°14′10″B 0°02′15″T / 41,236112°B 0,037375°T | RI-51-0001053       | 03-06-1931           | Colegiata de Santa María la Mayor · Upload image       |
| Despoblado ibérico Palermo                | Khu khảo cổ                                    | Caspe                 |                                               | RI-55-0000058       | 03-06-1931           | Upload image                                           |
| Despoblado ibérico Rocatallada            | Khu khảo cổ                                    | Caspe                 |                                               | RI-55-0000059       | 03-06-1931           | Upload image                                           |
| Tòa nhà Quảng trường Compromiso, número 1 | Di tích Kiến trúc dân dụng                     | Caspe                 | 41°14′09″B 0°02′16″T / 41,235917°B 0,037858°T | RI-51-0004767       | 22-12-1982           | Edificio Plaza del Compromiso, número 1 · Upload image |
| Nơi hẻo lánh Santa María Horta            | Di tích Kiến trúc tôn giáo Kiểu: Arte Románico | Caspe Camino Cabañera | 41°13′50″B 0°02′09″T / 41,230668°B 0,035771°T | RI-51-0004973       | 11-11-1983           | Upload image                                           |
| Mausoleo Miralpeix                        | Di tích Kiến trúc dân dụng Templo romano       | Caspe                 | 41°14′10″B 0°02′16″T / 41,235978°B 0,037789°T | RI-51-0001038       | 03-06-1931           | Mausoleo de Miralpeix · Upload image                   |
| Valcomuna                                 | Di tích Khảo cổ học Pintura rupestre           | Caspe                 |                                               | RI-51-0009510       | 15-11-1996           | Upload image                                           |

#### Cervera de la Cañada
| Tên                                  | Dạng                                             | Địa điểm             | Tọa độ                                        | Số hồ sơ tham khảo? | Ngày nhận danh hiệu? | Hình ảnh                                         |
| ------------------------------------ | ------------------------------------------------ | -------------------- | --------------------------------------------- | ------------------- | -------------------- | ------------------------------------------------ |
| Nhà thờ Santa Tecla (Cervera Cañada) | Di tích Kiến trúc tôn giáo Nhà thờ Kiểu: Mudéjar | Cervera de la Cañada | 41°25′59″B 1°44′09″T / 41,432972°B 1,735806°T | RI-51-0001129       | 27-07-1943           | Iglesia Parroquial de Santa Tecla · Upload image |

#### Cetina, Aragon
| Tên                                | Dạng                                                           | Địa điểm                 | Tọa độ                                        | Số hồ sơ tham khảo? | Ngày nhận danh hiệu? | Hình ảnh                                    |
| ---------------------------------- | -------------------------------------------------------------- | ------------------------ | --------------------------------------------- | ------------------- | -------------------- | ------------------------------------------- |
| Lâu đài Cetina                     | Di tích Kiến trúc quân sự Lâu đài                              | Cetina Calle de Sigüenza | 41°17′35″B 1°57′41″T / 41,292999°B 1,961483°T | RI-51-0001054       | 03-06-1931           | Castillo de Cetina · Upload image           |
| Nhà thờ San Juan Bautista (Cetina) | Di tích Kiến trúc tôn giáo Nhà thờ Estillo: Barocco Classicism | Cetina                   | 41°17′36″B 1°57′54″T / 41,293368°B 1,964867°T | RI-51-0010890       | 19-02-2002           | Iglesia de San Juan Bautista · Upload image |

#### Chiprana
| Tên               | Dạng               | Địa điểm | Tọa độ                                        | Số hồ sơ tham khảo? | Ngày nhận danh hiệu? | Hình ảnh     |
| ----------------- | ------------------ | -------- | --------------------------------------------- | ------------------- | -------------------- | ------------ |
| Mausoleo Chiprana | Di tích Lăng La Mã | Chiprana | 41°15′42″B 0°07′37″T / 41,261585°B 0,126965°T | RI-51-0001060       | 03-06-1931           | Upload image |

#### Chodes
| Tên                 | Dạng                 | Địa điểm               | Tọa độ                                        | Số hồ sơ tham khảo? | Ngày nhận danh hiệu? | Hình ảnh                       |
| ------------------- | -------------------- | ---------------------- | --------------------------------------------- | ------------------- | -------------------- | ------------------------------ |
| Quảng trường España | Khu phức hợp lịch sử | Chodes Plaza de España | 41°29′12″B 1°28′49″T / 41,486636°B 1,480312°T | RI-53-0000558       | 08-10-2002           | Plaza de España · Upload image |

### D

#### Daroca
| Tên                                                | Dạng                                                                | Địa điểm              | Tọa độ                                        | Số hồ sơ tham khảo? | Ngày nhận danh hiệu? | Hình ảnh                                                                        |
| -------------------------------------------------- | ------------------------------------------------------------------- | --------------------- | --------------------------------------------- | ------------------- | -------------------- | ------------------------------------------------------------------------------- |
| Capilla Corporales ở Nhà thờ Magistral Santa María | Di tích Kiến trúc tôn giáo                                          | Daroca                | 41°06′56″B 1°24′50″T / 41,115531°B 1,414014°T | RI-51-0001039       | 03-06-1931           | Capilla de los Corporales en la Iglesia Magistral de Santa María · Upload image |
| Quần thể Histórico Daroca                          | Khu phức hợp lịch sử                                                | Daroca                | 41°06′54″B 1°24′51″T / 41,115104°B 1,414082°T | RI-53-0000097       | 06-06-1968           | Conjunto Histórico de Daroca · Upload image                                     |
| Nhà thờ San Miguel                                 | Di tích Kiến trúc tôn giáo Nhà thờ Kiểu: Romániço, Kiến trúc Gothic | Daroca                | 41°06′55″B 1°25′02″T / 41,115186°B 1,417273°T | RI-51-0001041       | 03-06-1931           | Iglesia de San Miguel · Upload image                                            |
| Nhà thờ Santo Domingo Silos                        | Di tích Kiến trúc tôn giáo Nhà thờ Kiểu: Romániço, Mudéjar          | Daroca                | 41°06′52″B 1°24′59″T / 41,114512°B 1,416325°T | RI-51-0001040       | 03-06-1931           | Iglesia de Santo Domingo de Silos · Upload image                                |
| Cung điện Luna                                     | Di tích Kiến trúc dân dụng Cung điện                                | Daroca C. Mayor 75-79 | 41°06′50″B 1°24′48″T / 41,11401°B 1,413401°T  | RI-51-0010960       | 06-03-2002           | Palacio de los Luna · Upload image                                              |
| Recinto amurallado Daroca                          | Di tích Kiến trúc quân sự Tường thành                               | Daroca                | 41°06′57″B 1°24′46″T / 41,115729°B 1,412807°T | RI-51-0001042       | 03-06-1931           | Recinto amurallado de Daroca · Upload image                                     |

### E

#### Ejea de los Caballeros
| Tên                                    | Dạng                                                                         | Địa điểm               | Tọa độ                                        | Số hồ sơ tham khảo? | Ngày nhận danh hiệu? | Hình ảnh                                           |
| -------------------------------------- | ---------------------------------------------------------------------------- | ---------------------- | --------------------------------------------- | ------------------- | -------------------- | -------------------------------------------------- |
| Nhà thờ San Salvador (Ejea Caballeros) | Di tích Kiến trúc tôn giáo Nhà thờ pháo đài Kiểu: Romániço, Kiến trúc Gothic | Ejea de los Caballeros | 42°07′34″B 1°08′30″T / 42,126083°B 1,14157°T  | RI-51-0001058       | 03-06-1931           | Iglesia de San Salvador · Upload image             |
| Nhà thờ Santa María (Ejea Caballeros)  | Di tích Kiến trúc tôn giáo Nhà thờ Kiểu: Romániço                            | Ejea de los caballeros | 42°07′45″B 1°08′14″T / 42,129095°B 1,137359°T | RI-51-0004994       | 07-12-1983           | Iglesia de Santa María de la Corona · Upload image |

#### Épila
| Tên                               | Dạng                                                | Địa điểm                    | Tọa độ                                        | Số hồ sơ tham khảo? | Ngày nhận danh hiệu? | Hình ảnh                                                  |
| --------------------------------- | --------------------------------------------------- | --------------------------- | --------------------------------------------- | ------------------- | -------------------- | --------------------------------------------------------- |
| Nhà thờ Santa María Mayor (Épila) | Di tích Kiến trúc tôn giáo Kiểu: Barroco-clasicista | Épila                       | 41°36′05″B 1°16′55″T / 41,601433°B 1,282039°T | RI-51-0010835       | 06-11-2001           | Iglesia Parroquial de Santa María La Mayor · Upload image |
| Cung điện Condes Aranda           | Di tích Kiến trúc dân dụng                          | Épila Plaza Conde de Aranda | 41°36′03″B 1°16′59″T / 41,600888°B 1,282996°T | RI-51-0001056       | 03-06-1931           | Palacio de los Condes de Aranda · Upload image            |

#### Erla
| Tên                 | Dạng                                  | Địa điểm | Tọa độ                                        | Số hồ sơ tham khảo? | Ngày nhận danh hiệu? | Hình ảnh                         |
| ------------------- | ------------------------------------- | -------- | --------------------------------------------- | ------------------- | -------------------- | -------------------------------- |
| Tháp Señorío (Erla) | Di tích Kiến trúc quân sự y religiosa | Erla     | 42°07′04″B 0°56′55″T / 42,117865°B 0,948613°T | RI-51-0010836       | 06-11-2001           | Torre del Señorío · Upload image |

### F

#### Fabara
| Tên                       | Dạng            | Địa điểm | Tọa độ                                        | Số hồ sơ tham khảo? | Ngày nhận danh hiệu? | Hình ảnh                          |
| ------------------------- | --------------- | -------- | --------------------------------------------- | ------------------- | -------------------- | --------------------------------- |
| Roman mausoleum of Fabara | Di tích Mộ Roma | Fabara   | 41°11′04″B 0°09′37″Đ / 41,184547°B 0,160253°Đ | RI-51-0001037       | 03-06-1931           | Mausoleo de Fabara · Upload image |

#### Fréscano
| Tên                                     | Dạng                                                                     | Địa điểm | Tọa độ                                        | Số hồ sơ tham khảo? | Ngày nhận danh hiệu? | Hình ảnh     |
| --------------------------------------- | ------------------------------------------------------------------------ | -------- | --------------------------------------------- | ------------------- | -------------------- | ------------ |
| Nhà hoang Santa María Huerta (Fréscano) | Di tích Kiến trúc tôn giáo Nơi hẻo lánh Kiểu: Romániço, Kiến trúc Gothic | Fréscano | 41°52′22″B 1°26′56″T / 41,872822°B 1,448816°T | RI-51-0010852       | 06-11-2001           | Upload image |
| Khu vực Burrén                          | Khu khảo cổ                                                              | Fréscano | 41°52′14″B 1°25′29″T / 41,870516°B 1,424711°T | RI-55-0000641       | 24-07-2001           | Upload image |
| Khu vực Burrena                         | Khu khảo cổ                                                              | Fréscano |                                               | RI-55-0000642       | 24-07-2001           | Upload image |
| Khu vực Cruz                            | Khu khảo cổ                                                              | Fréscano |                                               | RI-55-0000643       | 24-07-2001           | Upload image |
| Khu vực Morredón I                      | Khu khảo cổ                                                              | Fréscano |                                               | RI-55-0000644       | 24-07-2001           | Upload image |
| Khu vực Morredón II                     | Khu khảo cổ                                                              | Fréscano |                                               | RI-55-0000645       | 24-07-2001           | Upload image |

#### Fuendetodos
| Tên            | Dạng             | Địa điểm    | Tọa độ                                        | Số hồ sơ tham khảo? | Ngày nhận danh hiệu? | Hình ảnh                          |
| -------------- | ---------------- | ----------- | --------------------------------------------- | ------------------- | -------------------- | --------------------------------- |
| Nhà natal Goya | Di tích Bảo tàng | Fuendetodos | 41°20′33″B 0°57′31″T / 41,342523°B 0,958554°T | RI-51-0004596       | 26-02-1982           | Casa natal de Goya · Upload image |

#### Fuentes de Jiloca
| Tên                         | Dạng                                             | Địa điểm          | Tọa độ                                        | Số hồ sơ tham khảo? | Ngày nhận danh hiệu? | Hình ảnh                                         |
| --------------------------- | ------------------------------------------------ | ----------------- | --------------------------------------------- | ------------------- | -------------------- | ------------------------------------------------ |
| Nhà thờ Parroquial Asunción | Di tích Kiến trúc tôn giáo Nhà thờ Kiểu: Mudéjar | Fuentes de Jiloca | 41°13′43″B 1°32′11″T / 41,228556°B 1,536488°T | RI-51-0003943       | 12-06-1974           | Iglesia Parroquial de la Asunción · Upload image |

### G

#### Gotor
| Tên                                        | Dạng                                                         | Địa điểm | Tọa độ                                     | Số hồ sơ tham khảo? | Ngày nhận danh hiệu? | Hình ảnh                                                    |
| ------------------------------------------ | ------------------------------------------------------------ | -------- | ------------------------------------------ | ------------------- | -------------------- | ----------------------------------------------------------- |
| Tu viện Nuestra Señora Consolación (Gotor) | Di tích Kiến trúc tôn giáo Tu viện Tình trạng: Đang phục hồi | Gotor    | 41°32′53″B 1°38′58″T / 41,548°B 1,649461°T | RI-51-0010842       | 06-11-2001           | Convento de Nuestra Señora de la Consolación · Upload image |

### H

#### Herrera de los Navarros
| Tên                                       | Dạng                                             | Địa điểm                | Tọa độ                                        | Số hồ sơ tham khảo? | Ngày nhận danh hiệu? | Hình ảnh                                                    |
| ----------------------------------------- | ------------------------------------------------ | ----------------------- | --------------------------------------------- | ------------------- | -------------------- | ----------------------------------------------------------- |
| Tháp mudéjar và iglesia San Juan Bautista | Di tích Kiến trúc tôn giáo Nhà thờ Kiểu: Mudéjar | Herrera de los Navarros | 41°12′35″B 1°04′59″T / 41,209733°B 1,082949°T | RI-51-0004694       | 10-09-1982           | Torre mudéjar e iglesia de San Juan Bautista · Upload image |

### I

#### Ibdes
| Tên                           | Dạng                                        | Địa điểm | Tọa độ                                        | Số hồ sơ tham khảo? | Ngày nhận danh hiệu? | Hình ảnh                                        |
| ----------------------------- | ------------------------------------------- | -------- | --------------------------------------------- | ------------------- | -------------------- | ----------------------------------------------- |
| Nhà thờ Parroquial San Miguel | Di tích Kiến trúc tôn giáo Nhà thờ pháo đài | Ibdes    | 41°13′05″B 1°50′07″T / 41,217991°B 1,835242°T | RI-51-0003944       | 14-06-1974           | Iglesia Parroquial de San Miguel · Upload image |

#### Illueca
| Tên               | Dạng                                                                                 | Địa điểm | Tọa độ                                        | Số hồ sơ tham khảo? | Ngày nhận danh hiệu? | Hình ảnh                          |
| ----------------- | ------------------------------------------------------------------------------------ | -------- | --------------------------------------------- | ------------------- | -------------------- | --------------------------------- |
| Cung điện Illueca | Di tích Kiến trúc quân sự Lâu đài-Cung điện Kiến trúc: Mudéjar, Phục Hưng và Barocco | Illueca  | 41°32′19″B 1°37′50″T / 41,538595°B 1,630543°T | RI-51-0001057       | 03-06-1931           | Palacio de Illueca · Upload image |

### J

#### Jarque
| Tên            | Dạng                                                      | Địa điểm | Tọa độ                                        | Số hồ sơ tham khảo? | Ngày nhận danh hiệu? | Hình ảnh                          |
| -------------- | --------------------------------------------------------- | -------- | --------------------------------------------- | ------------------- | -------------------- | --------------------------------- |
| Lâu đài Jarque | Di tích Kiến trúc quân sự Lâu đài Tình trạng: Đang đổ nát | Jarque   | 41°33′16″B 1°40′38″T / 41,554378°B 1,677117°T | RI-51-0011581       | 25-06-1985           | Castillo de Jarque · Upload image |

### L

#### La Almunia de Doña Godina
| Tên                                                   | Dạng                                    | Địa điểm                                   | Tọa độ                                        | Số hồ sơ tham khảo? | Ngày nhận danh hiệu? | Hình ảnh                                                       |
| ----------------------------------------------------- | --------------------------------------- | ------------------------------------------ | --------------------------------------------- | ------------------- | -------------------- | -------------------------------------------------------------- |
| Nhà thờ Cabañas Jalón                                 | Di tích Kiến trúc tôn giáo Nơi hẻo lánh | La Almunia de Doña Godina Cabañas de Jalón | 41°29′54″B 1°22′29″T / 41,498227°B 1,37477°T  | RI-51-0004298       | 27-10-1978           | Upload image                                                   |
| Nhà thờ Asunción Nuestra Señora (Almunia Doña Godina) | Di tích Kiến trúc tôn giáo              | La Almunia de Doña Godina                  | 41°28′36″B 1°22′29″T / 41,476657°B 1,374741°T | RI-51-0004654       | 07-06-1982           | Casa Palacio e Iglesia de la Asunción adyacente · Upload image |

#### Longares
| Tên                         | Dạng                               | Địa điểm | Tọa độ                                       | Số hồ sơ tham khảo? | Ngày nhận danh hiệu? | Hình ảnh                                      |
| --------------------------- | ---------------------------------- | -------- | -------------------------------------------- | ------------------- | -------------------- | --------------------------------------------- |
| Nhà thờ Parroquial Longares | Di tích Kiến trúc tôn giáo Nhà thờ | Longares | 41°24′12″B 1°10′06″T / 41,40346°B 1,168255°T | RI-51-0003789       | 11-05-1967           | Iglesia Parroquial de Longares · Upload image |

#### Los Pintanos
| Tên                                 | Dạng                               | Địa điểm                  | Tọa độ                                        | Số hồ sơ tham khảo? | Ngày nhận danh hiệu? | Hình ảnh                                                    |
| ----------------------------------- | ---------------------------------- | ------------------------- | --------------------------------------------- | ------------------- | -------------------- | ----------------------------------------------------------- |
| Nhà thờ Nuestra Señora Purificación | Di tích Kiến trúc tôn giáo Nhà thờ | Los Pintanos Pintano Alto | 42°31′46″B 1°01′19″T / 42,529452°B 1,022052°T | RI-51-0004709       | 21-10-1982           | Iglesia de Nuestra Señora de la Purificación · Upload image |

#### Luesia
| Tên                       | Dạng                              | Địa điểm | Tọa độ                                        | Số hồ sơ tham khảo? | Ngày nhận danh hiệu? | Hình ảnh     |
| ------------------------- | --------------------------------- | -------- | --------------------------------------------- | ------------------- | -------------------- | ------------ |
| Lâu đài Luesia            | Di tích Kiến trúc quân sự Lâu đài | Luesia   | 42°22′12″B 1°01′23″T / 42,369894°B 1,022927°T | RI-51-0011574       | 25-06-1985           | Upload image |
| Nhà thờ Salvador (Luesia) | Di tích                           | Luesia   | 42°22′10″B 1°01′22″T / 42,369417°B 1,022904°T | RI-51-0012088       | 15-04-2008           | Upload image |
| Khu vực Corral Calvo      | Khu khảo cổ                       | Luesia   |                                               | RI-55-0000895       | 18-11-2008           | Upload image |

#### Lumpiaque
| Tên      | Dạng    | Địa điểm  | Tọa độ | Số hồ sơ tham khảo? | Ngày nhận danh hiệu? | Hình ảnh     |
| -------- | ------- | --------- | ------ | ------------------- | -------------------- | ------------ |
| Chilos 2 | Di tích | Lumpiaque |        | RI-51-0009511       | 15-11-1996           | Upload image |

#### Luna, Zaragoza
| Tên                        | Dạng                                              | Địa điểm | Tọa độ                                        | Số hồ sơ tham khảo? | Ngày nhận danh hiệu? | Hình ảnh                                  |
| -------------------------- | ------------------------------------------------- | -------- | --------------------------------------------- | ------------------- | -------------------- | ----------------------------------------- |
| Nhà thờ San Gil Mediavilla | Di tích Kiến trúc tôn giáo Nhà thờ                | Luna     | 42°10′19″B 0°56′00″T / 42,171849°B 0,933252°T | RI-51-0000195       | 28-05-1921           | Upload image                              |
| Nhà thờ Santiago (Luna)    | Di tích Kiến trúc tôn giáo Nhà thờ Kiểu: Romániço | Luna     | 42°10′19″B 0°56′01″T / 42,171944°B 0,9335°T   | RI-51-0003952       | 20-07-1974           | Iglesia de Santiago (Luna) · Upload image |

### M

#### Magallón
| Tên               | Dạng                                             | Địa điểm | Tọa độ                                        | Số hồ sơ tham khảo? | Ngày nhận danh hiệu? | Hình ảnh                                |
| ----------------- | ------------------------------------------------ | -------- | --------------------------------------------- | ------------------- | -------------------- | --------------------------------------- |
| Nhà thờ Dominicos | Di tích Kiến trúc tôn giáo Nhà thờ Kiểu: Mudéjar | Magallón | 41°50′03″B 1°27′27″T / 41,834031°B 1,457579°T | RI-51-0004768       | 22-12-1982           | Iglesia de los Dominicos · Upload image |

#### Mainar
| Tên                        | Dạng                                                 | Địa điểm | Tọa độ                                        | Số hồ sơ tham khảo? | Ngày nhận danh hiệu? | Hình ảnh     |
| -------------------------- | ---------------------------------------------------- | -------- | --------------------------------------------- | ------------------- | -------------------- | ------------ |
| Nhà thờ Santa Ana (Mainar) | Khu khảo cổ Kiến trúc tôn giáo Nhà thờ Kiểu: Mudéjar | Mainar   | 41°11′31″B 1°18′06″T / 41,192029°B 1,301651°T | RI-55-0010957       | 06-11-2001           | Upload image |

#### Mallén
| Tên                      | Dạng        | Địa điểm         | Tọa độ | Số hồ sơ tham khảo? | Ngày nhận danh hiệu? | Hình ảnh     |
| ------------------------ | ----------- | ---------------- | ------ | ------------------- | -------------------- | ------------ |
| Khu vực Khảo cổ Convento | Khu khảo cổ | Mallén El Cabezo |        | RI-55-0000276       | 26-11-1991           | Upload image |

#### Maluenda
| Tên                                                         | Dạng                                                      | Địa điểm | Tọa độ                                        | Số hồ sơ tham khảo? | Ngày nhận danh hiệu? | Hình ảnh                                                                                |
| ----------------------------------------------------------- | --------------------------------------------------------- | -------- | --------------------------------------------- | ------------------- | -------------------- | --------------------------------------------------------------------------------------- |
| Lâu đài Maluenda                                            | Di tích Kiến trúc quân sự Lâu đài Tình trạng: Đang đổ nát | Maluenda | 41°17′21″B 1°36′59″T / 41,289187°B 1,616275°T | n/d                 | 22-04-1949           | Castillo de Maluenda · Upload image                                                     |
| Nhà thờ Santa Justa và Rufina                               | Di tích Kiến trúc tôn giáo Nhà thờ                        | Maluenda | 41°17′15″B 1°36′52″T / 41,287466°B 1,614552°T | RI-51-0001043       | 03-06-1931           | Iglesia de Santa Justa y Rufina · Upload image                                          |
| Techumbre, Tháp và Tháp Antigua Nhà thờ Parroquial Asunción | Di tích Kiến trúc tôn giáo Nhà thờ                        | Maluenda | 41°17′21″B 1°37′04″T / 41,289201°B 1,617779°T | RI-51-0010593       | 18-09-2001           | Techumbre, Torre y Torre Antigua de la Iglesia Parroquial de la Asunción · Upload image |

#### Mara, Aragon
| Tên    | Dạng        | Địa điểm                           | Tọa độ                                        | Số hồ sơ tham khảo? | Ngày nhận danh hiệu? | Hình ảnh     |
| ------ | ----------- | ---------------------------------- | --------------------------------------------- | ------------------- | -------------------- | ------------ |
| Segeda | Khu khảo cổ | Mara và Belmonte de Gracián Segeda | 41°18′04″B 1°31′01″T / 41,301152°B 1,517041°T | RI-55-0000590       | 05-06-2001           | Upload image |

#### Mequinenza
| Tên                  | Dạng                                                     | Địa điểm   | Tọa độ                                        | Số hồ sơ tham khảo? | Ngày nhận danh hiệu? | Hình ảnh                              |
| -------------------- | -------------------------------------------------------- | ---------- | --------------------------------------------- | ------------------- | -------------------- | ------------------------------------- |
| Bco. Campells I      | Di tích                                                  | Mequinenza |                                               | RI-51-0009512       | 15-11-1996           | Upload image                          |
| Bco. Campell II      | Di tích                                                  | Mequinenza |                                               | RI-51-0009513       | 15-11-1996           | Upload image                          |
| Bco. Plana I         | Di tích                                                  | Mequinenza |                                               | RI-51-0009514       | 15-11-1996           | Upload image                          |
| Bco. Plana II        | Di tích                                                  | Mequinenza |                                               | RI-51-0009515       | 15-11-1996           | Upload image                          |
| Camino Cova Plana I  | Di tích                                                  | Mequinenza |                                               | RI-51-0009516       | 15-11-1996           | Upload image                          |
| Camino Cova Plana II | Di tích                                                  | Mequinenza |                                               | RI-51-0009517       | 15-11-1996           | Upload image                          |
| Lâu đài Mequinenza   | Di tích Kiến trúc quân sự Lâu đài Kiểu: Kiến trúc Gothic | Mequinenza | 41°21′53″B 0°17′47″Đ / 41,364835°B 0,296425°Đ | n/d                 | 22-04-1949           | Castillo de Mequinenza · Upload image |
| Mas Fayonet I        | Di tích                                                  | Mequinenza |                                               | RI-51-0009518       | 15-11-1996           | Upload image                          |
| Mas Patriciel I      | Di tích                                                  | Mequinenza |                                               | RI-51-0009519       | 15-11-1996           | Upload image                          |
| Roca Marta           | Di tích                                                  | Mequinenza |                                               | RI-51-0009520       | 15-11-1996           | Upload image                          |
| Sierra Rincones I    | Di tích                                                  | Mequinenza |                                               | RI-51-0009521       | 15-11-1996           | Upload image                          |
| Valmayor I           | Di tích                                                  | Mequinenza |                                               | RI-51-0009522       | 15-11-1996           | Upload image                          |
| Valmayor IV          | Di tích                                                  | Mequinenza |                                               | RI-51-0009523       | 15-11-1996           | Upload image                          |
| Valmayor IX          | Di tích                                                  | Mequinenza |                                               | RI-51-0009524       | 15-11-1996           | Upload image                          |
| Valmayor V           | Di tích                                                  | Mequinenza |                                               | RI-51-0009525       | 15-11-1996           | Upload image                          |
| Valmayor VI          | Di tích                                                  | Mequinenza |                                               | RI-51-0009526       | 15-11-1996           | Upload image                          |
| Valmayor VIII        | Di tích                                                  | Mequinenza |                                               | RI-51-0009527       | 15-11-1996           | Upload image                          |
| Vall Caballé I       | Di tích                                                  | Mequinenza |                                               | RI-51-0009528       | 15-11-1996           | Upload image                          |
| Vall Mamet I         | Di tích                                                  | Mequinenza |                                               | RI-51-0009529       | 15-11-1996           | Upload image                          |
| Vall Mamet II        | Di tích                                                  | Mequinenza |                                               | RI-51-0009530       | 15-11-1996           | Upload image                          |
| Vallbufandes I       | Di tích                                                  | Mequinenza |                                               | RI-51-0009531       | 15-11-1996           | Upload image                          |
| Vallbufandes II      | Di tích                                                  | Mequinenza |                                               | RI-51-0009532       | 15-11-1996           | Upload image                          |

#### Mesones de Isuela
| Tên             | Dạng                              | Địa điểm          | Tọa độ                                        | Số hồ sơ tham khảo? | Ngày nhận danh hiệu? | Hình ảnh                           |
| --------------- | --------------------------------- | ----------------- | --------------------------------------------- | ------------------- | -------------------- | ---------------------------------- |
| Lâu đài Mesones | Di tích Kiến trúc quân sự Lâu đài | Mesones de Isuela | 41°33′03″B 1°32′11″T / 41,550758°B 1,536517°T | RI-51-0001055       | 03-06-1931           | Castillo de Mesones · Upload image |

#### Monreal de Ariza
| Tên                   | Dạng                                                      | Địa điểm         | Tọa độ                                        | Số hồ sơ tham khảo? | Ngày nhận danh hiệu? | Hình ảnh     |
| --------------------- | --------------------------------------------------------- | ---------------- | --------------------------------------------- | ------------------- | -------------------- | ------------ |
| Lâu đài Monreal Ariza | Di tích Kiến trúc quân sự Lâu đài Tình trạng: Đang đổ nát | Monreal de Ariza | 41°17′24″B 2°06′16″T / 41,289989°B 2,104559°T | n/d                 | 22-04-1949           | Upload image |
| Arcobriga             | Khu khảo cổ                                               | Monreal de Ariza | 41°17′47″B 2°08′17″T / 41,296447°B 2,138031°T | RI-55-0000061       | 03-06-1931           | Upload image |

#### Monterde
| Tên                                        | Dạng                                             | Địa điểm | Tọa độ                                        | Số hồ sơ tham khảo? | Ngày nhận danh hiệu? | Hình ảnh                                                |
| ------------------------------------------ | ------------------------------------------------ | -------- | --------------------------------------------- | ------------------- | -------------------- | ------------------------------------------------------- |
| Nhà thờ Asunción Nuestra Señora (Monterde) | Di tích Kiến trúc tôn giáo Nhà thờ Kiểu: Mudéjar | Monterde | 41°10′27″B 1°44′04″T / 41,174137°B 1,734496°T | RI-51-0010961       | 04-12-2001           | Iglesia de Nuestra Señora de la Asunción · Upload image |

#### Morata de Jalón
| Tên                   | Dạng                                 | Địa điểm        | Tọa độ                                        | Số hồ sơ tham khảo? | Ngày nhận danh hiệu? | Hình ảnh                                        |
| --------------------- | ------------------------------------ | --------------- | --------------------------------------------- | ------------------- | -------------------- | ----------------------------------------------- |
| Condes Argillo Palace | Di tích Kiến trúc dân dụng Cung điện | Morata de Jalón | 41°28′25″B 1°28′34″T / 41,473549°B 1,476014°T | RI-51-0004845       | 30-03-1983           | Palacio de los Condes de Argillo · Upload image |

#### Morata de Jiloca
| Tên                | Dạng                                             | Địa điểm         | Tọa độ                                        | Số hồ sơ tham khảo? | Ngày nhận danh hiệu? | Hình ảnh                             |
| ------------------ | ------------------------------------------------ | ---------------- | --------------------------------------------- | ------------------- | -------------------- | ------------------------------------ |
| Nhà thờ San Martín | Di tích Kiến trúc tôn giáo Nhà thờ Kiểu: Mudéjar | Morata de Jiloca | 41°14′52″B 1°35′12″T / 41,247859°B 1,586797°T | RI-51-0001049       | 03-06-1931           | Iglesia de San Martín · Upload image |

#### Muel, Tây Ban Nha
| Tên                                | Dạng                                    | Địa điểm | Tọa độ                                        | Số hồ sơ tham khảo? | Ngày nhận danh hiệu? | Hình ảnh                                                   |
| ---------------------------------- | --------------------------------------- | -------- | --------------------------------------------- | ------------------- | -------------------- | ---------------------------------------------------------- |
| Nơi hẻo lánh Nuestra Señora Fuente | Di tích Kiến trúc tôn giáo Nơi hẻo lánh | Muel     | 41°27′56″B 1°04′54″T / 41,465577°B 1,081723°T | RI-51-0001229       | 09-03-1951           | Nơi hẻo lánh de Nuestra Señora de la Fuente · Upload image |

#### Murero
| Tên                          | Dạng            | Địa điểm | Tọa độ                                        | Số hồ sơ tham khảo? | Ngày nhận danh hiệu? | Hình ảnh                                                                          |
| ---------------------------- | --------------- | -------- | --------------------------------------------- | ------------------- | -------------------- | --------------------------------------------------------------------------------- |
| Yacimientos cámbricos Murero | Khu vực lịch sử | Murero   | 41°10′00″B 1°28′33″T / 41,166532°B 1,475732°T | RI-54-0000056       | 08-07-1997           | Yacimientos del Cámbrico de la Rambla de Valdemientes y Valdenegro · Upload image |

#### Murillo de Gállego
| Tên                               | Dạng                                    | Địa điểm                               | Tọa độ                                        | Số hồ sơ tham khảo? | Ngày nhận danh hiệu? | Hình ảnh                                      |
| --------------------------------- | --------------------------------------- | -------------------------------------- | --------------------------------------------- | ------------------- | -------------------- | --------------------------------------------- |
| Nơi hẻo lánh Santa María Concilio | Di tích Kiến trúc tôn giáo Nơi hẻo lánh | Murillo de Gállego Concilio (Zaragoza) | 42°18′16″B 0°44′38″T / 42,304508°B 0,74402°T  | RI-51-0000633       | 03-06-1931           | Upload image                                  |
| Đền Parroquial Salvador           | Di tích Kiến trúc tôn giáo Nhà thờ      | Murillo de Gállego                     | 42°20′11″B 0°45′07″T / 42,336443°B 0,751837°T | RI-51-0001205       | 14-06-1946           | Templo Parroquial del Salvador · Upload image |

### N

#### Nuévalos
| Tên                                       | Dạng | Địa điểm | Tọa độ                                        | Số hồ sơ tham khảo? | Ngày nhận danh hiệu? | Hình ảnh                                                                         |
| ----------------------------------------- | --- | -------- | --------------------------------------------- | ------------------- | -------------------- | -------------------------------------------------------------------------------- |
| Tu viện Piedra                            | Di tích Kiến trúc tôn giáo Kiến trúc: Kiến trúc Gothic và Kiến trúc Baroque Thời gian: Thế kỷ 12 đến Thế kỷ 18 | Nuévalos | 41°11′35″B 1°46′58″T / 41,193015°B 1,782897°T | RI-51-0004808       | 16-02-1983           | Monasterio de Piedra · Upload image                                              |
| Sitio donde está enclavado Tu viện Piedra | Địa điểm lịch sử                                                                                               | Nuévalos | 41°11′39″B 1°47′04″T / 41,19405°B 1,784482°T  | RI-54-0000001       | 28-12-1945           | Sitio donde está enclavado el Monasterio de Santa María de Piedra · Upload image |

### P

#### Paracuellos de Jiloca
| Tên          | Dạng                               | Địa điểm                           | Tọa độ | Số hồ sơ tham khảo? | Ngày nhận danh hiệu? | Hình ảnh     |
| ------------ | ---------------------------------- | ---------------------------------- | ------ | ------------------- | -------------------- | ------------ |
| Valdeherrera | Khu khảo cổ Yacimiento celtibérico | Paracuellos de Jiloca và Calatayud |        | RI-55-0000894       | 18-11-2008           | Upload image |

#### Pastriz
| Tên                                                | Dạng                                   | Địa điểm | Tọa độ                                        | Số hồ sơ tham khảo? | Ngày nhận danh hiệu? | Hình ảnh                                                                |
| -------------------------------------------------- | -------------------------------------- | -------- | --------------------------------------------- | ------------------- | -------------------- | ----------------------------------------------------------------------- |
| Cung điện, convento và caballerizas Finca Alfranca | Di tích Kiến trúc dân dụng và tôn giáo | Pastriz  | 41°36′23″B 0°45′22″T / 41,606391°B 0,756043°T | RI-51-0011523       | 10-05-2005           | Palacio, convento y caballerizas de la Finca la Alfranca · Upload image |

#### Pedrola
| Tên                          | Dạng                                   | Địa điểm | Tọa độ                                        | Số hồ sơ tham khảo? | Ngày nhận danh hiệu? | Hình ảnh     |
| ---------------------------- | -------------------------------------- | -------- | --------------------------------------------- | ------------------- | -------------------- | ------------ |
| Cung điện và Nhà thờ Pedrola | Di tích Kiến trúc dân dụng và tôn giáo | Pedrola  | 41°47′26″B 1°12′55″T / 41,790432°B 1,215141°T | RI-51-0004209       | 09-01-1976           | Upload image |

### Q

#### Quinto, Aragon
| Tên                                      | Dạng                                                                        | Địa điểm | Tọa độ                                        | Số hồ sơ tham khảo? | Ngày nhận danh hiệu? | Hình ảnh                                                |
| ---------------------------------------- | --------------------------------------------------------------------------- | -------- | --------------------------------------------- | ------------------- | -------------------- | ------------------------------------------------------- |
| Nhà thờ Asunción Nuestra Señora (Quinto) | Di tích Kiến trúc tôn giáo Thời gian: Thế kỷ 15 đến Thế kỷ 18 Kiểu: Mudéjar | Quinto   | 41°25′25″B 0°29′54″T / 41,423733°B 0,498219°T | RI-51-0010737       | 18-09-2001           | Iglesia de la Asunción de Nuestra Señora · Upload image |

### R

#### Ricla
| Tên                 | Dạng                                              | Địa điểm | Tọa độ                                        | Số hồ sơ tham khảo? | Ngày nhận danh hiệu? | Hình ảnh                              |
| ------------------- | ------------------------------------------------- | -------- | --------------------------------------------- | ------------------- | -------------------- | ------------------------------------- |
| Nhà thờ Santa María | Di tích Kiến trúc tôn giáo Nhà thờ Estilo Mudéjar | Ricla    | 41°30′16″B 1°24′21″T / 41,504411°B 1,405827°T | RI-51-0001050       | 03-06-1931           | Iglesia de Santa María · Upload image |

### S

#### Sádaba
| Tên                                    | Dạng                               | Địa điểm | Tọa độ                                        | Số hồ sơ tham khảo? | Ngày nhận danh hiệu? | Hình ảnh                                                 |
| -------------------------------------- | ---------------------------------- | -------- | --------------------------------------------- | ------------------- | -------------------- | -------------------------------------------------------- |
| Mausoleum of the Atilii                | Di tích Mộ Roma                    | Sádaba   | 42°17′28″B 1°15′30″T / 42,291171°B 1,258466°T | RI-51-0001059       | 03-06-1931           | Altar de los Moros · Upload image                        |
| Sádaba Castle                          | Di tích Kiến trúc quân sự Lâu đài  | Sádaba   | 42°16′53″B 1°16′09″T / 42,28131°B 1,269071°T  | n/d                 | 22-04-1949           | Castillo de Sádaba · Upload image                        |
| Sinagoga                               | Di tích Lăng La Mã                 | Sádaba   | 42°16′32″B 1°15′34″T / 42,275454°B 1,259316°T | RI-51-0001438       | 17-01-1963           | Upload image                                             |
| Tháp và Nhà thờ Parroquial Santa María | Di tích Kiến trúc tôn giáo Nhà thờ | Sádaba   | 42°16′56″B 1°16′20″T / 42,282159°B 1,272311°T | RI-51-0004823       | 09-03-1983           | Torre e Iglesia Parroquial de Santa María · Upload image |

#### San Mateo de Gállego
| Tên                                           | Dạng                                             | Địa điểm             | Tọa độ                                        | Số hồ sơ tham khảo? | Ngày nhận danh hiệu? | Hình ảnh                                    |
| --------------------------------------------- | ------------------------------------------------ | -------------------- | --------------------------------------------- | ------------------- | -------------------- | ------------------------------------------- |
| Nhà thờ San Mateo Apóstol (San Mateo Gállego) | Di tích Kiến trúc tôn giáo Nhà thờ Kiểu: Mudéjar | San Mateo de Gállego | 41°49′54″B 0°46′05″T / 41,831563°B 0,768034°T | RI-51-0004825       | 09-03-1983           | Iglesia y Torre de San Mateo · Upload image |

#### Sástago
| Tên         | Dạng                               | Địa điểm | Tọa độ                                        | Số hồ sơ tham khảo? | Ngày nhận danh hiệu? | Hình ảnh                                             |
| ----------- | ---------------------------------- | -------- | --------------------------------------------- | ------------------- | -------------------- | ---------------------------------------------------- |
| Rueda Abbey | Di tích Kiến trúc tôn giáo Tu viện | Sástago  | 41°17′49″B 0°18′49″T / 41,296922°B 0,313747°T | RI-51-0000262       | 11-01-1924           | Monasterio de Nuestra Señora de Rueda · Upload image |

#### Sigüés
| Tên                                     | Dạng                               | Địa điểm | Tọa độ                                        | Số hồ sơ tham khảo? | Ngày nhận danh hiệu? | Hình ảnh     |
| --------------------------------------- | ---------------------------------- | -------- | --------------------------------------------- | ------------------- | -------------------- | ------------ |
| Nhà thờ Parroquial San Esteban (Sigues) | Di tích Kiến trúc tôn giáo Nhà thờ | Sigüés   | 42°37′49″B 1°00′46″T / 42,630293°B 1,012748°T | RI-51-0010838       | 22-01-2002           | Upload image |

#### Sos del Rey Católico
| Tên                            | Dạng                               | Địa điểm             | Tọa độ                                        | Số hồ sơ tham khảo? | Ngày nhận danh hiệu? | Hình ảnh                                         |
| ------------------------------ | ---------------------------------- | -------------------- | --------------------------------------------- | ------------------- | -------------------- | ------------------------------------------------ |
| Nhà thờ Parroquial San Esteban | Di tích Kiến trúc tôn giáo Iglesia | Sos del Rey Católico | 42°29′47″B 1°12′55″T / 42,496386°B 1,215345°T | RI-51-0001149       | 02-03-1944           | Iglesia Parroquial de San Esteban · Upload image |
| Villa Sos Rey Católico         | Khu phức hợp lịch sử artístico     | Sos del Rey Católico | 42°29′49″B 1°12′54″T / 42,496893°B 1,215127°T | RI-53-0000096       | 06-06-1968           | La Villa de Sos del Rey Católico · Upload image  |
| Cung điện Sada                 | Di tích Kiến trúc dân dụng         | Sos del Rey Católico | 42°29′41″B 1°12′56″T / 42,494814°B 1,215594°T | RI-51-0000302       | 28-02-1925           | Upload image                                     |

### T

#### Tarazona
| Tên                                                        | Dạng                                                              | Địa điểm | Tọa độ                                        | Số hồ sơ tham khảo? | Ngày nhận danh hiệu? | Hình ảnh                                                                           |
| ---------------------------------------------------------- | ----------------------------------------------------------------- | -------- | --------------------------------------------- | ------------------- | -------------------- | ---------------------------------------------------------------------------------- |
| Tòa thị chính Tarazona                                     | Di tích Kiến trúc dân dụng Kiểu: Kiến trúc Phục Hưng              | Tarazona | 41°54′19″B 1°43′38″T / 41,905161°B 1,727354°T | RI-51-0010839       | 06-11-2001           | Casa consistorial · Upload image                                                   |
| Nhà thờ chính tòa Tarazona                                 | Di tích Kiến trúc tôn giáo Kiến trúc: Kiến trúc Gothic và Mudéjar | Tarazona | 41°54′10″B 1°43′30″T / 41,902786°B 1,725088°T | RI-51-0001044       | 03-06-1931           | Catedral de Nuestra Señora de la Huerta · Upload image                             |
| Quần thể histórico Tarazona Aragón                         | Khu phức hợp lịch sử                                              | Tarazona | 41°54′15″B 1°43′44″T / 41,904281°B 1,728952°T | RI-53-0000064       | 22-07-1965           | Conjunto histórico de Tarazona de Aragón · Upload image                            |
| Nhà thờ Santa María Magdalena (Tarazona)                   | Di tích Kiến trúc tôn giáo Nhà thờ Kiểu: Mudéjar                  | Tarazona | 41°54′14″B 1°43′43″T / 41,904014°B 1,728491°T | RI-51-0011112       |                      | Iglesia de Santa María Magdalena (Tarazona) · Upload image                         |
| Quảng trường Toros Vieja                                   | Di tích Kiến trúc dân dụng Cung điện đấu bò                       | Tarazona | 41°54′11″B 1°43′37″T / 41,903095°B 1,727005°T | RI-51-0010432       | 30-01-2001           | Plaza de Toros Vieja · Upload image                                                |
| Tháp và Techumbre Nhà thờ Santa María Magdalena (Tarazona) | Di tích Kiến trúc tôn giáo                                        | Tarazona | 41°54′11″B 1°43′50″T / 41,903073°B 1,730429°T | RI-51-0010599       | 09-04-2002           | Torre y Techumbre de la Iglesia Parroquial de Santa María Magdalena · Upload image |

#### Tauste
| Tên                 | Dạng                                             | Địa điểm | Tọa độ                                        | Số hồ sơ tham khảo? | Ngày nhận danh hiệu? | Hình ảnh                              |
| ------------------- | ------------------------------------------------ | -------- | --------------------------------------------- | ------------------- | -------------------- | ------------------------------------- |
| Nhà thờ Santa María | Di tích Kiến trúc tôn giáo Nhà thờ Kiểu: Mudéjar | Tauste   | 41°55′14″B 1°15′15″T / 41,920601°B 1,254297°T | RI-51-0001051       | 03-06-1931           | Iglesia de Santa María · Upload image |

#### Tobed
| Tên                         | Dạng                                             | Địa điểm | Tọa độ                                      | Số hồ sơ tham khảo? | Ngày nhận danh hiệu? | Hình ảnh                              |
| --------------------------- | ------------------------------------------------ | -------- | ------------------------------------------- | ------------------- | -------------------- | ------------------------------------- |
| Nhà thờ Santa María (Tobed) | Di tích Kiến trúc tôn giáo Nhà thờ Kiểu: Mudéjar | Tobed    | 41°20′19″B 1°24′02″T / 41,3385°B 1,400528°T | RI-51-0001048       | 03-06-1931           | Iglesia de Santa María · Upload image |

#### Torralba de Ribota
| Tên               | Dạng                               | Địa điểm           | Tọa độ                                        | Số hồ sơ tham khảo? | Ngày nhận danh hiệu? | Hình ảnh                            |
| ----------------- | ---------------------------------- | ------------------ | --------------------------------------------- | ------------------- | -------------------- | ----------------------------------- |
| Nhà thờ San Félix | Di tích Kiến trúc tôn giáo Nhà thờ | Torralba de Ribota | 41°24′57″B 1°41′00″T / 41,415932°B 1,683386°T | RI-51-0001047       | 03-06-1931           | Iglesia de San Félix · Upload image |

#### Torrelapaja
| Tên                            | Dạng                               | Địa điểm    | Tọa độ                                        | Số hồ sơ tham khảo? | Ngày nhận danh hiệu? | Hình ảnh                                            |
| ------------------------------ | ---------------------------------- | ----------- | --------------------------------------------- | ------------------- | -------------------- | --------------------------------------------------- |
| Nhà thờ Nuestra Señora Malanca | Di tích Kiến trúc tôn giáo Nhà thờ | Torrelapaja | 41°34′52″B 1°57′06″T / 41,581151°B 1,951765°T | RI-51-0010825       | 06-11-2001           | Iglesia de Nuestra Señora de Malanca · Upload image |

#### Trasmoz
| Tên             | Dạng    | Địa điểm | Tọa độ                                       | Số hồ sơ tham khảo? | Ngày nhận danh hiệu? | Hình ảnh                           |
| --------------- | ------- | -------- | -------------------------------------------- | ------------------- | -------------------- | ---------------------------------- |
| Lâu đài Trasmoz | Lâu đài | Trasmoz  | 41°49′35″B 1°43′31″T / 41,82643°B 1,725168°T | n/d                 | 22-04-1949           | Castillo de Trasmoz · Upload image |

### U

#### Uncastillo
| Tên                                 | Dạng                                                              | Địa điểm   | Tọa độ                                        | Số hồ sơ tham khảo? | Ngày nhận danh hiệu? | Hình ảnh                                                    |
| ----------------------------------- | ----------------------------------------------------------------- | ---------- | --------------------------------------------- | ------------------- | -------------------- | ----------------------------------------------------------- |
| Tòa thị chính Uncastillo            | Di tích Kiến trúc dân dụng                                        | Uncastillo | 42°21′39″B 1°07′56″T / 42,360774°B 1,132196°T | RI-51-0010840       |                      | Casa consistorial · Upload image                            |
| Lâu đài Sibirana                    | Lâu đài                                                           | Uncastillo | 42°25′42″B 1°01′02″T / 42,428333°B 1,017222°T | n/d                 | 22-04-1949           | Castillo de Sibirana · Upload image                         |
| Lâu đài Uncastillo                  | Lâu đài                                                           | Uncastillo | 42°21′38″B 1°07′53″T / 42,360511°B 1,131267°T | n/d                 | 22-04-1949           | Castillo de Uncastillo · Upload image                       |
| Quần thể histórico Villa Uncastillo | Khu phức hợp lịch sử                                              | Uncastillo | 42°21′39″B 1°07′50″T / 42,360859°B 1,130626°T | RI-53-0000075       | 12-05-1966           | Conjunto histórico de la Villa de Uncastillo · Upload image |
| Nhà thờ San Andrés (Uncastillo)     | Di tích Kiến trúc tôn giáo Thời gian: Thế kỷ 16                   | Uncastillo | 42°21′38″B 1°07′55″T / 42,360496°B 1,13186°T  | RI-51-0010768       |                      | Iglesia de San Andrés · Upload image                        |
| Nhà thờ San Miguel                  | Di tích Kiến trúc tôn giáo Kiểu: Romániço Uso: Salón de Congresos | Uncastillo | 42°21′41″B 1°07′51″T / 42,361476°B 1,130861°T | RI-51-0001046       | 03-06-1931           | Upload image                                                |
| Nhà thờ Santa María (Uncastillo)    | Di tích Kiến trúc tôn giáo Nhà thờ Kiểu: Romániço                 | Uncastillo | 42°21′35″B 1°07′58″T / 42,359689°B 1,132753°T | RI-51-0001045       | 03-06-1931           | Iglesia de Santa María la Mayor · Upload image              |
| Ruinas romanas Los Bañales          | Khu khảo cổ                                                       | Uncastillo | 42°17′20″B 1°13′52″T / 42,289018°B 1,230997°T | RI-55-0000063       | 03-06-1931           | Ruinas romanas de Los Bañales · Upload image                |

#### Urriés
| Tên                             | Dạng                               | Địa điểm | Tọa độ                                        | Số hồ sơ tham khảo? | Ngày nhận danh hiệu? | Hình ảnh     |
| ------------------------------- | ---------------------------------- | -------- | --------------------------------------------- | ------------------- | -------------------- | ------------ |
| Nhà thờ San Esteban Protomártir | Di tích Kiến trúc tôn giáo Nhà thờ | Urriés   | 42°31′09″B 1°07′46″T / 42,519074°B 1,129326°T | RI-51-0001441       | 18-04-1963           | Upload image |

#### Utebo
| Tên                 | Dạng                                                                                         | Địa điểm | Tọa độ                                        | Số hồ sơ tham khảo? | Ngày nhận danh hiệu? | Hình ảnh                              |
| ------------------- | -------------------------------------------------------------------------------------------- | -------- | --------------------------------------------- | ------------------- | -------------------- | ------------------------------------- |
| Nhà thờ Santa María | Di tích Kiến trúc tôn giáo Nhà thờ Kiến trúc: Kiến trúc Gothic, Mudéjar và Kiến trúc Baroque | Utebo    | 41°42′54″B 0°59′40″T / 41,714989°B 0,994421°T | RI-51-0001052       | 03-06-1931           | Iglesia de Santa María · Upload image |

### V

#### Velilla de Ebro
| Tên   | Dạng                      | Địa điểm        | Tọa độ                                        | Số hồ sơ tham khảo? | Ngày nhận danh hiệu? | Hình ảnh                     |
| ----- | ------------------------- | --------------- | --------------------------------------------- | ------------------- | -------------------- | ---------------------------- |
| Celsa | Khu khảo cổ Di tích La Mã | Velilla de Ebro | 41°22′23″B 0°25′57″T / 41,373127°B 0,432503°T | RI-55-0000060       | 03-06-1931           | Colonia Celsa · Upload image |

#### Vera de Moncayo
| Tên           | Dạng                               | Địa điểm                | Tọa độ                                        | Số hồ sơ tham khảo? | Ngày nhận danh hiệu? | Hình ảnh                                               |
| ------------- | ---------------------------------- | ----------------------- | --------------------------------------------- | ------------------- | -------------------- | ------------------------------------------------------ |
| Crucero       | Di tích Hành trình                 | Vera de Moncayo Veruela | 41°48′47″B 1°41′45″T / 41,813102°B 1,695736°T | n/d                 | 14-3-1963            | Crucero · Upload image                                 |
| Veruela Abbey | Di tích Kiến trúc tôn giáo Tu viện | Vera de Moncayo Veruela | 41°48′44″B 1°41′34″T / 41,812231°B 1,692818°T | RI-51-0000160       | 24-02-1919           | Monasterio de Nuestra Señora de Veruela · Upload image |

#### Villafeliche
| Tên             | Dạng            | Địa điểm     | Tọa độ                                       | Số hồ sơ tham khảo? | Ngày nhận danh hiệu? | Hình ảnh                          |
| --------------- | --------------- | ------------ | -------------------------------------------- | ------------------- | -------------------- | --------------------------------- |
| Molinos Pólvora | Khu vực lịch sử | Villafeliche | 41°10′53″B 1°41′45″T / 41,18127°B 1,695736°T | RI-54-0000220       | 13-03-2007           | Molinos de Pólvora · Upload image |

#### Villafranca de Ebro
| Tên                                | Dạng                                               | Địa điểm            | Tọa độ                                        | Số hồ sơ tham khảo? | Ngày nhận danh hiệu? | Hình ảnh                                                  |
| ---------------------------------- | -------------------------------------------------- | ------------------- | --------------------------------------------- | ------------------- | -------------------- | --------------------------------------------------------- |
| Cung điện Marqués Villafranca Ebro | Di tích Kiến trúc dân dụng Cung điện Kiểu: Barocco | Villafranca de Ebro | 41°34′20″B 0°39′01″T / 41,572276°B 0,650251°T | RI-51-0006902       | 28-07-1989           | Palacio del Marqués de Villafranca de Ebro · Upload image |

#### Villar de los Navarros
| Tên               | Dạng                                             | Địa điểm               | Tọa độ                                        | Số hồ sơ tham khảo? | Ngày nhận danh hiệu? | Hình ảnh                            |
| ----------------- | ------------------------------------------------ | ---------------------- | --------------------------------------------- | ------------------- | -------------------- | ----------------------------------- |
| Nhà thờ San Pedro | Di tích Kiến trúc tôn giáo Nhà thờ Kiểu: Mudéjar | Villar de los Navarros | 41°09′30″B 1°02′31″T / 41,158396°B 1,042011°T | RI-51-0001286       | 31-05-1961           | Iglesia de San Pedro · Upload image |

#### Villarroya de la Sierra
| Tên                        | Dạng                               | Địa điểm                | Tọa độ                                       | Số hồ sơ tham khảo? | Ngày nhận danh hiệu? | Hình ảnh                                      |
| -------------------------- | ---------------------------------- | ----------------------- | -------------------------------------------- | ------------------- | -------------------- | --------------------------------------------- |
| Nhà thờ pháo đài San Pedro | Di tích Kiến trúc tôn giáo Nhà thờ | Villarroya de la Sierra | 41°27′47″B 1°47′07″T / 41,463114°B 1,78521°T | RI-51-0004655       | 09-06-1982           | Iglesia fortaleza de San Pedro · Upload image |

### Z

#### Zaragoza
| Tên                                                                              | Dạng                                                                              | Địa điểm                                       | Tọa độ                                        | Số hồ sơ tham khảo?   | Ngày nhận danh hiệu? | Hình ảnh                                                                                                |
| -------------------------------------------------------------------------------- | --------------------------------------------------------------------------------- | ---------------------------------------------- | --------------------------------------------- | --------------------- | -------------------- | --- |
| Lưu trữ lịch sử Provincial Zaragoza                                              | Lưu trữ                                                                           | Zaragoza C. Diego Dormer, 6-8                  | 41°39′15″B 0°52′36″T / 41,654189°B 0,8767°T   | RI-AR-0000055         | 10-11-1997           | Archivo Histórico Provincial de Zaragoza · Upload image                                                 |
| Baños Árabes                                                                     | Di tích                                                                           | Zaragoza                                       |                                               | RI-51-0001034         | 03-06-1931           | Upload image                                                                                            |
| Barrio Seo Zaragoza                                                              | Khu phức hợp lịch sử                                                              | Zaragoza                                       | 41°39′15″B 0°52′31″T / 41,65414°B 0,875291°T  | RI-53-0000105         | 17-07-1969           | Barrio de la Seo de Zaragoza · Upload image                                                             |
| Thư viện Pública Estado                                                          | Thư viện                                                                          | Zaragoza C. Doctor Cerrada, 22                 | 41°38′50″B 0°53′21″T / 41,647204°B 0,889236°T | RI-BI-0000029         | 25-06-1985           | Upload image                                                                                            |
| Charterhouse of Aula Dei                                                         | Di tích Kiến trúc tôn giáo Tu viện                                                | Zaragoza Crta. Montañana                       | 41°43′56″B 0°48′45″T / 41,732096°B 0,81257°T  | RI-51-0004806         | 16-02-1983           | Cartuja de Aula Dei · Upload image                                                                      |
| Arquitectura renacentista Zaragoza#Nhà palacio Thápro và Quảng trường Santa Cruz | Di tích Kiến trúc dân dụng Cung điện Kiểu: Phục Hưng                              | Zaragoza San Voto, 7 (plaza de Santa Cruz)     | 41°39′14″B 0°52′43″T / 41,653982°B 0,878733°T | RI-51-0004610         | 05-03-1982           | Casa de los Torrero y Plaza de Santa Cruz · Upload image                                                |
| Nhà Miguel Donlope                                                               | Di tích Kiến trúc dân dụng Cung điện Kiểu: Kiến trúc Phục Hưng                    | Zaragoza Calle Diego Dormer, 21                | 41°39′16″B 0°52′35″T / 41,654466°B 0,876483°T | RI-51-0001036         | 03-06-1931           | Casa de la Maestranza · Upload image                                                                    |
| Nhà Kênh (Zaragoza)                                                              | Di tích Kiến trúc dân dụng Cung điện Kiểu: Kiến trúc Phục Hưng                    | Zaragoza Plaza de Santa Cruz                   | 41°39′16″B 0°52′44″T / 41,654449°B 0,878772°T | RI-51-0010955         | 06-03-2002           | Casa del Canal o de los Tarín · Upload image                                                            |
| Tòa nhà viviendas ở Paseo Sagasta, 40 Zaragoza                                   | Di tích Kiến trúc dân dụng                                                        | Zaragoza                                       | 41°38′35″B 0°53′11″T / 41,643144°B 0,88635°T  | RI-51-0010964         | 19-02-2002           | Casa del Paseo de Sagasta n.º 40 · Upload image                                                         |
| Nhà Solans                                                                       | Di tích Kiến trúc dân dụng Kiểu: Eclecticism in architecture                      | Zaragoza Avd. Cataluña, 60                     | 41°39′39″B 0°52′04″T / 41,660823°B 0,867737°T | RI-51-0010952         | 19-02-2002           | Casa Solans · Upload image                                                                              |
| Paseo Sagasta (Zaragoza) Edificios 11 và 13 calle Sagasta                        | Di tích Kiến trúc dân dụng                                                        | Zaragoza                                       | 41°38′40″B 0°53′09″T / 41,644511°B 0,885926°T | RI-51-0004766         | 22-12-1982           | Casas del Paseo Sagasta · Upload image                                                                  |
| Lâu đài Miranda (Zaragoza)                                                       | Di tích Kiến trúc quân sự Lâu đài                                                 | Zaragoza Juslibol                              | 41°42′35″B 0°55′46″T / 41,709737°B 0,929321°T | n/d                   | 22-04-1949           | Castillo de Miranda · Upload image                                                                      |
| Lâu đài Santa Bárbara (Zaragoza)                                                 | Di tích Arquitectua militar Lâu đài                                               | Zaragoza Montes de Valdespartera               | 41°36′57″B 0°56′32″T / 41,615819°B 0,942174°T | 1-INM-ZAR-017-297-628 |                      | Castillo de Santa Bárbara · Upload image                                                                |
| Nhà thờ chính tòa Seo                                                            | Di tích Kiến trúc tôn giáo Catedral Kiểu: Mudéjar                                 | Zaragoza                                       | 41°39′17″B 0°52′32″T / 41,654827°B 0,875565°T | RI-51-0001028         | 03-06-1931           | Catedral de la Seo o Templo del Salvador · Upload image                                                 |
| Colegio Escuelas Pías                                                            | Di tích Kiến trúc dân dụng                                                        | Zaragoza Calle Conde de Aranda, 2              | 41°39′16″B 0°53′04″T / 41,654494°B 0,884514°T | RI-51-0004321         | 29-12-1978           | Colegio de las Escuelas Pías · Upload image                                                             |
| Quần thể Histórico Artístico Cartuja Concepción (Barrio Cartuja Baja)            | Khu phức hợp lịch sử                                                              | Zaragoza                                       | 41°36′16″B 0°49′20″T / 41,604453°B 0,822312°T | RI-53-0000271         | 12-11-1982           | Conjunto Histórico Artístico Cartuja de la Concepción (Barrio Cartuja Baja) · Upload image              |
| Quần thể Histórico Zaragoza                                                      | Khu phức hợp lịch sử                                                              | Zaragoza                                       | 41°39′16″B 0°52′49″T / 41,654349°B 0,880408°T | RI-53-0000581         | 14-01-2003           | Conjunto Histórico de Zaragoza · Upload image                                                           |
| Nhà thờ Mantería                                                                 | Di tích Kiến trúc tôn giáo Kiểu: Barocco                                          | Zaragoza Plaza de San Roque                    | 41°39′11″B 0°53′00″T / 41,653173°B 0,883313°T | RI-51-0001176         | 04-01-1946           | Convento de Agustinos de la Mantería · Upload image                                                     |
| Tòa nhà viviendas ở calle Almagro, 5 Zaragoza                                    | Di tích Kiến trúc dân dụng                                                        | Zaragoza                                       | 41°38′54″B 0°53′16″T / 41,648439°B 0,887869°T | RI-51-0010951         | 09-04-2002           | Edificio de la calle Almagro nº 5 · Upload image                                                        |
| Tòa nhà ở calle Coso, 29 Zaragoza                                                | Di tích Kiến trúc dân dụng                                                        | Zaragoza                                       | 41°39′10″B 0°52′54″T / 41,652712°B 0,881571°T | RI-51-0011204         | 27-04-2004           | Edificio de la calle Coso nº 29 · Upload image                                                          |
| Tòa nhà Calle Armas 32                                                           | Di tích Kiến trúc dân dụng                                                        | Zaragoza                                       | 41°39′23″B 0°53′04″T / 41,656525°B 0,88445°T  | RI-51-0010956         | 19-02-2002           | Edificio de la calle de las Armas nº 32 · Upload image                                                  |
| Tòa nhà Antiguas Facultades Medicina và Ciencias Đại học Zaragoza                | Di tích Kiến trúc dân dụng                                                        | Zaragoza                                       | 41°38′50″B 0°53′12″T / 41,647334°B 0,886599°T | RI-51-0004315         | 07-12-1978           | Edificio de las Antiguas Facultades de Medicina y Ciencias de la Universidad de Zaragoza · Upload image |
| Tòa nhà viviendas ở calle Doctor Palomar, 16, 18, 22 Zaragoza                    | Di tích Kiến trúc dân dụng                                                        | Zaragoza                                       | 41°39′04″B 0°52′20″T / 41,651235°B 0,872327°T | RI-51-0010953         | 1-10-1977            | Edificio de la calle Doctor Palomar números 16, 18 y 22 · Upload image                                  |
| Tòa nhà viviendas Paseo Sagasta, 37                                              | Di tích Kiến trúc dân dụng                                                        | Zaragoza                                       | 41°38′28″B 0°53′10″T / 41,64114°B 0,886212°T  | RI-51-0010963         | 19-02-2002           | Edificio de viviendas del Paseo de Sagasta, 37 · Upload image                                           |
| Monumentos contemporáneos Zaragoza#Grupo escolar "Gascón và Marín"               | Di tích Kiến trúc dân dụng                                                        | Zaragoza                                       | 41°38′58″B 0°52′41″T / 41,649357°B 0,878152°T | RI-51-0012178         | 18-11-2008           | Grupo Escolar Gascón y Marín · Upload image                                                             |
| Church of Santa Engracia Zaragoza                                                | Di tích Kiến trúc tôn giáo Nhà thờ                                                | Zaragoza                                       | 41°38′56″B 0°52′58″T / 41,648944°B 0,882861°T | RI-51-0000030         | 04-03-1882           | Iglesia basílica de Santa Engracia · Upload image                                                       |
| Santa María Magdalena, Zaragoza                                                  | Di tích Kiến trúc tôn giáo Kiểu: Mudéjar                                          | Zaragoza                                       | 41°39′09″B 0°52′26″T / 41,652494°B 0,874008°T | RI-51-0001032         | 03-06-1931           | Iglesia de la Magdalena · Upload image                                                                  |
| Nhà thờ Santa Cruz (Zaragoza)                                                    | Di tích Kiến trúc tôn giáo Nhà thờ                                                | Zaragoza Calle Espoz y Mina,18                 | 41°39′16″B 0°52′42″T / 41,654544°B 0,878432°T | RI-51-0004605         | 26-02-1982           | Iglesia de la Santa Cruz · Upload image                                                                 |
| Nhà thờ Escolapios (Zaragoza)                                                    | Di tích Kiến trúc tôn giáo Nhà thờ Kiểu: Barocco                                  | Zaragoza Conde de Aranda, 2                    | 41°39′17″B 0°53′04″T / 41,654633°B 0,884429°T | RI-51-0004324         | 29-12-1978           | Iglesia de los Escolapios · Upload image                                                                |
| Nhà thờ Nuestra Señora Portillo                                                  | Di tích Kiến trúc tôn giáo Nhà thờ Kiểu: Kiến trúc Baroque, Kiến trúc Tân cổ điển | Zaragoza Plaza Portillo, 11                    | 41°39′21″B 0°53′36″T / 41,655902°B 0,893235°T | RI-51-0001216         | 09-04-1949           | Iglesia de Nuestra Señora del Portillo · Upload image                                                   |
| Centro Lịch sử (Zaragoza)                                                        | Di tích Kiến trúc tôn giáo Uso: Centro de Historia                                | Zaragoza Plaza San Agustín                     | 41°39′03″B 0°52′15″T / 41,65083°B 0,870742°T  | RI-51-0003878         | 21-03-1972           | Iglesia de San Agustín · Upload image                                                                   |
| Monumentos neoclásicos Zaragoza#Nhà thờ San Fernando Thápro                      | Di tích Kiến trúc tôn giáo Nhà thờ Kiểu: Kiến trúc Tân cổ điển                    | Zaragoza Vía de San Fernando, 2                | 41°38′04″B 0°52′58″T / 41,634466°B 0,882886°T | RI-51-0004323         | 29-12-1978           | Iglesia de San Fernando · Upload image                                                                  |
| San Gil Abad (Zaragoza)                                                          | Di tích Kiến trúc tôn giáo Nhà thờ Kiểu: Mudéjar                                  | Zaragoza Calle de Don Jaime I, 15              | 41°39′10″B 0°52′46″T / 41,652735°B 0,879442°T | RI-51-0003791         | 02-11-1967           | Iglesia de San Gil · Upload image                                                                       |
| Nhà thờ San Juan Panetes                                                         | Di tích Kiến trúc tôn giáo Nhà thờ Kiểu: Barocco                                  | Zaragoza Plaza Cesar Augusto s/n               | 41°39′27″B 0°52′52″T / 41,6575°B 0,881111°T   | RI-51-0001081         | 27-11-1933           | Iglesia de San Juan de los Panetes · Upload image                                                       |
| San Miguel Navarros                                                              | Di tích Kiến trúc tôn giáo Nhà thờ Kiểu: Mudéjar                                  | Zaragoza Plaza San Miguel                      | 41°38′58″B 0°52′35″T / 41,649525°B 0,876511°T | RI-51-0001031         | 03-06-1931           | Iglesia de San Miguel de los Navarros · Upload image                                                    |
| San Pablo (Zaragoza)                                                             | Di tích Kiến trúc tôn giáo Nhà thờ Kiểu: Mudéjar                                  | Zaragoza C. San Blas - c. San Pablo            | 41°39′22″B 0°53′10″T / 41,656083°B 0,886111°T | RI-51-0001030         | 03-06-1931           | Iglesia de San Pablo (Zaragoza) · Upload image                                                          |
| Nhà thờ Santa Isabel Portugal                                                    | Di tích Kiến trúc tôn giáo Nhà thờ Kiểu: Barocco                                  | Zaragoza Plaza del Justicia, s/n               | 41°39′21″B 0°52′55″T / 41,655836°B 0,881948°T | RI-51-0003947         | 06-07-1974           | Iglesia de Santa Isabel de Portugal · Upload image                                                      |
| Nhà thờ Fecetas                                                                  | Di tích Kiến trúc tôn giáo Nhà thờ Kiểu: Barocco                                  | Zaragoza                                       | 41°39′30″B 0°53′31″T / 41,658322°B 0,891866°T | RI-51-0003852         | 22-08-1970           | Iglesia del Convento de las Fecetas · Upload image                                                      |
| Basilica of Our Lady of the Pillar                                               | Di tích Kiến trúc tôn giáo Basílica Kiểu: Barocco                                 | Zaragoza                                       | 41°39′25″B 0°52′42″T / 41,656882°B 0,878327°T | RI-51-0000083         | 22-06-1904           | Iglesia Magistral de Nuestra Señora del Pilar · Upload image                                            |
| Nhà thờ San Ildefonso (Zaragoza)                                                 | Di tích Kiến trúc tôn giáo Nhà thờ                                                | Zaragoza Avd. César Augusto                    | 41°39′09″B 0°53′07″T / 41,652622°B 0,885387°T | RI-51-0004171         | 24-04-1975           | Iglesia Parroquial de Santiago · Upload image                                                           |
| Santa Fe Abbey                                                                   | Di tích Kiến trúc tôn giáo Tu viện Tình trạng: Đang đổ nát                        | Zaragoza A 9 km de la ciudad, cerca de Cadrete | 41°34′37″B 0°57′06″T / 41,577011°B 0,951656°T | RI-51-0004351         | 20-04-1979           | Iglesia y puerta principal del Monasterio de Santa Fe de Huerva · Upload image                          |
| Arquitectura renacentista Zaragoza#Cung điện Condes Morata. Cung điện Luna       | Di tích Kiến trúc dân dụng Cung điện Kiểu: Phục Hưng                              | Zaragoza Calle del Coso, 1                     | 41°39′14″B 0°53′01″T / 41,65397°B 0,883614°T  | RI-51-0001035         | 03-06-1931           | La Audiencia o Palacio de los Condes de Luna · Upload image                                             |
| Lonja Zaragoza                                                                   | Di tích Kiến trúc dân dụng Kiểu: Spanish Renaissance                              | Zaragoza Plaza del Pilar s/n                   | 41°39′21″B 0°52′36″T / 41,655889°B 0,876639°T | RI-51-0001029         | 03-06-1931           | Lonja de Zaragoza · Upload image                                                                        |
| Mercado Central Zaragoza                                                         | Di tích Kiến trúc dân dụng                                                        | Zaragoza                                       | 41°39′22″B 0°52′58″T / 41,656144°B 0,882876°T | RI-51-0004266         | 10-02-1978           | Mercado de Lanuza · Upload image                                                                        |
| Monastery of Comendadoras Canonesas Santo Sepulcro                               | Di tích Kiến trúc tôn giáo Tu viện Kiểu: Mudéjar                                  | Zaragoza Calle de Don Teobaldo, 3              | 41°39′13″B 0°52′21″T / 41,653745°B 0,872477°T | RI-51-0000065         | 10-08-1893           | Monasterio de Comendadoras Canonesas del Santo Sepulcro · Upload image                                  |
| Bảo tàng Zaragoza. Sección Etnología                                             | Di tích                                                                           | Zaragoza Parque Grande José Antonio Labordeta  | 41°38′11″B 0°53′53″T / 41,636471°B 0,898177°T | RI-51-0001427         | 01-03-1962           | Museo Etnológico · Upload image                                                                         |
| Bảo tàng Zaragoza                                                                | Di tích                                                                           | Zaragoza Plaza de los Sitios nº 6              | 41°38′54″B 0°52′44″T / 41,648205°B 0,878835°T | RI-51-0001426         | 01-03-1962           | Museo Provincial de Bellas Artes · Upload image                                                         |
| Cung điện Argensola                                                              | Di tích Kiến trúc dân dụng Kiểu: Kiến trúc Phục Hưng Thời gian: Thế kỷ 16         | Zaragoza C/ Hermanos Argensola, 2              | 41°39′11″B 0°52′36″T / 41,653019°B 0,876785°T | RI-51-0010954         | 19-02-2002           | Palacio Argensola · Upload image                                                                        |
| Aljafería                                                                        | Di tích Kiến trúc dân dụng Cung điện fortificado Kiểu: Mudéjar                    | Zaragoza Calle de los diputados                | 41°39′23″B 0°53′49″T / 41,656409°B 0,897058°T | RI-51-0001033         | 03-06-1931           | Palacio de la Aljafería · Upload image                                                                  |
| Bảo tàng Pablo Gargallo                                                          | Di tích Kiến trúc dân dụng Kiểu: Phục Hưng                                        | Zaragoza Plaza San Felipe, 3                   | 41°39′17″B 0°52′57″T / 41,654719°B 0,882451°T | RI-51-0001128         | 27-07-1943           | Palacio de los Condes de Argillo · Upload image                                                         |
| Nhà palacio condes Sástago                                                       | Di tích Kiến trúc dân dụng Kiểu: Spanish Renaissance                              | Zaragoza Calle del Coso, 44                    | 41°39′10″B 0°52′55″T / 41,652771°B 0,881838°T | RI-51-0003956         | 20-07-1974           | Palacio de los Condes de Sástago · Upload image                                                         |
| Cung điện Montemuzo                                                              | Di tích Kiến trúc dân dụng                                                        | Zaragoza Calle de Santiago, 34                 | 41°39′18″B 0°52′39″T / 41,65487°B 0,877637°T  | RI-51-0010981         | 11-07-2002           | Palacio de Montemuzo · Upload image                                                                     |
| Cổng Carmen                                                                      | Di tích Kiểu: Kiến trúc Tân cổ điển                                               | Zaragoza                                       | 41°38′59″B 0°53′15″T / 41,649833°B 0,887581°T | RI-51-0000094         | 21-02-1908           | Puerta del Carmen · Upload image                                                                        |
| Monumentos modernistas Zaragoza#Quiosco música                                   | Di tích Kiến trúc dân dụng Kiểu: Art Nouveau                                      | Zaragoza Parque Grande José Antonio Labordeta  | 41°38′09″B 0°53′41″T / 41,635807°B 0,894677°T | RI-51-0012177         | 18-11-2008           | Quiosco de la Música · Upload image                                                                     |
| Real Seminario San Carlos Borromeo, Nhà thờ, Tu viện                             | Di tích Kiến trúc tôn giáo Nhà thờ, Tu viện                                       | Zaragoza Plaza de San Carlos, 5                | 41°39′05″B 0°52′32″T / 41,651329°B 0,875574°T | RI-51-0004807         | 16-02-1983           | Real Seminario de San Carlos Borromeo, Iglesia Claustro y Convento · Upload image                       |
| Teatro romano Zaragoza                                                           | Di tích Di tích La Mã                                                             | Zaragoza Calle de San Jorge, 12                | 41°39′07″B 0°52′40″T / 41,65208°B 0,877752°T  | RI-51-0010689         | 18-09-2001           | Teatro Romano · Upload image                                                                            |
| Tháp canh Fortea                                                                 | Di tích Kiến trúc dân dụng Kiểu: Mudéjar                                          | Zaragoza Calle Torre Nueva, 25                 | 41°39′18″B 0°52′55″T / 41,654899°B 0,882023°T | RI-51-0003879         | 17-04-1972           | Torreón de Fortea · Upload image                                                                        |
| Tháp canh Zuda và Tường romana Zaragoza                                          | Di tích Kiến trúc phòng thủ                                                       | Zaragoza Avd. César Augusto                    | 41°39′27″B 0°52′54″T / 41,657388°B 0,88163°T  | RI-51-0001080         | 27-11-1933           | Torre de la Zuda y muralla · Upload image                                                               |